# Atriplex pacifica
Atriplex pacifica là loài thực vật có hoa thuộc họ Dền. Loài này được A.Nelson mô tả khoa học đầu tiên năm 1904.